# 香葉樹似尖葉節蜱
香葉樹似尖葉節蜱（学名：Acaphyllisa communiae）为節蜱科似尖葉節蜱屬下的一个种。